# Базегский, Александр Петрович

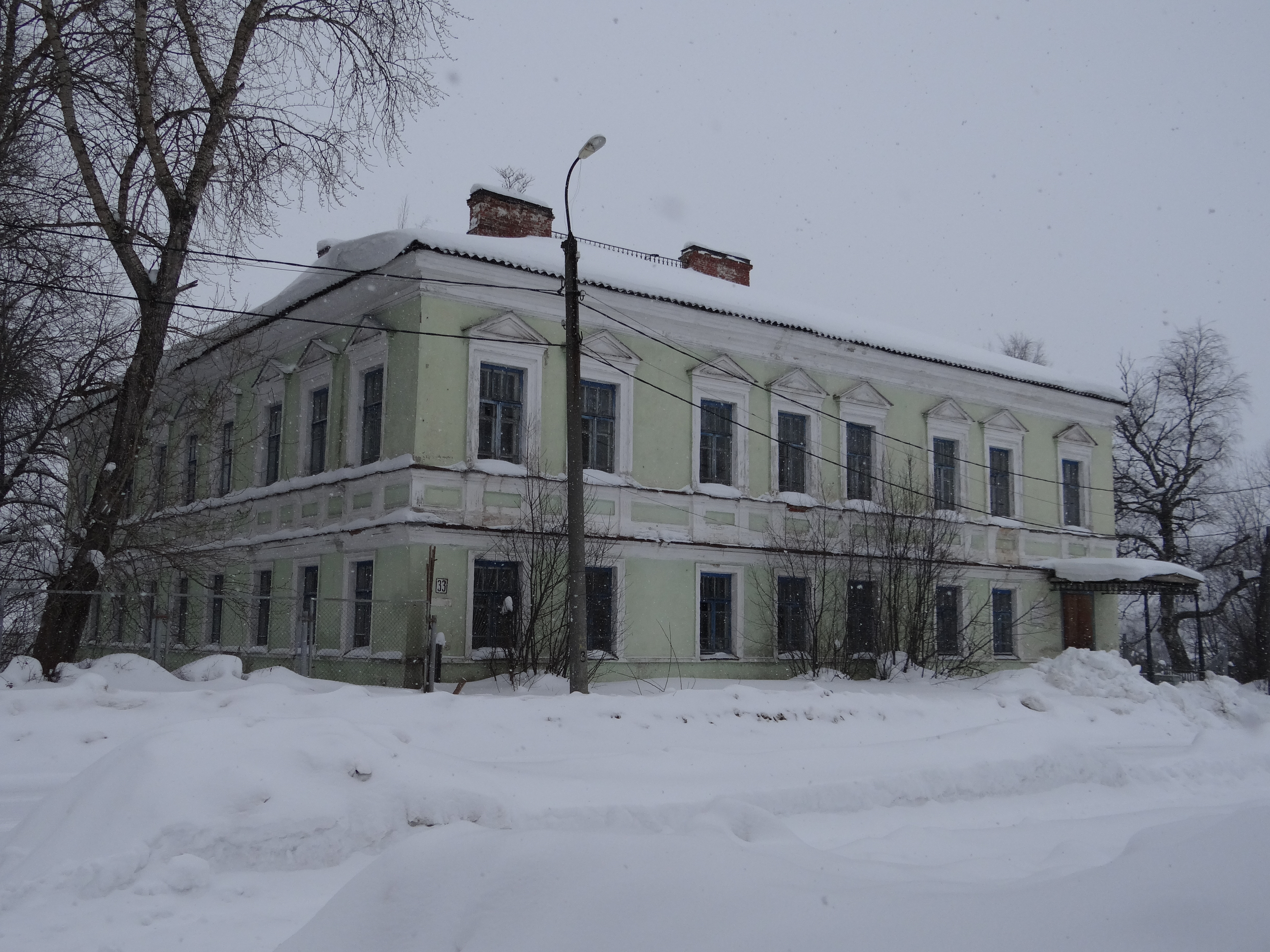
Дом Базегского в Пудоже. (Фото 2013 года)

Алекса́ндр Петро́вич Ба́зегский (1838—1897) — российский купец, общественный деятель, благотворитель.

## Биография
Родился в купеческой семье. Окончил Вытегорское уездное училище.
Занимался переработкой и сбытом льна, торговлей хлебными, бакалейными и мануфактурными товарами, имел торговые ряды в центре города.
С 1869 года состоял попечителем Пудожского приходского училища, старостой пудожской Троицкой церкви.
Избирался гласным Пудожского уездного земства и Пудожской городской думы.
Известен как благотворитель, член общественных организаций — Олонецкого губернского попечительства детских приютов, Петрозаводского благотворительного общества, Олонецкого губернского управления «Красного Креста», попечительства призрения слепых.
В июле 1885 года, во время посещения Пудожа, в доме А. П. Базегского останавливался Великий князь Владимир Александрович.
Награждён семью золотыми медалями «За усердие».

## Семья
Сын Н. А. Базегский (1859—1918) — купец, общественный деятель, благотворитель.